# Ильин, Василий Сергеевич
Василий Сергеевич Ильин (W.S Iljin, 17 октября 1888, Поляны, Рязанская губерния — 9 августа 1957, Каракас, Венесуэла) — русский биолог, ботаник, специалист в области биохимии и физиологии растений.

## Биография
Двоюродный брат И. А. Ильина.
В 1912 г. он окончил Санкт-Петербургский университет по специальности естествознание. С 1912 по 1920 гг. В. С. Ильин работал на сельскохозяйственных станциях в Воронежской и Екатеринославской губерниях.
Помимо этого в 1917—1920 гг. он занимал пост проректора Екатеринославского университета.
После эмиграции в Чехословакию он продолжил образование в Пражском университете и получил в 1923 г. степень доктора естествознания. Он остался преподавать в Карловом университете.
В 1939 году был избран ректором Русского свободного университета в Праге.
Покинув Чехословакию в начале Второй мировой войны, он переехал в Австрию, и в 1941—1944 гг. работал в Венском университете, а в 1945—1947 гг. — в Университете Инсбрука.
Отклонив приглашения из университетов Эквадора, Чили и Перу, В. С. Ильин принял предложение Венесуэльского сельскохозяйственного института, где проработал до 1953 г. В том же году он был назначен профессором физиологии растений Университета Каракаса (Венесуэла).
Скончался в Каракасе 9 августа 1957 г.

## Труды
- Анатомия и физиология растений. 1924.
- Precipitation of Calcium by Plants on Different Habitats. 1937.
- Calcium Content in Different Plants and Its Influence on Production of Organic Acids. 1938.
- Über den Auteil der organischen Säuren am Stoffwechsel der Pflanzen. 1941.
- El agua y los procesos vitales de la planta. 1955.